# Maxie Anderson
Maxie Anderson (ur. 10 września 1934 w Sayre, zm. 27 czerwca 1983 w Bad Kissingen) – amerykański baloniarz. W 1979 roku został odznaczony Złotym Medalem Kongresu. Należał do załogi Double Eagle II, która jako pierwsza pokonała balonem Ocean Atlantycki.

## Życiorys
Max Leroy Anderson urodził się w Sayre w stanie Oklahoma. Jego ojciec Carl był farmerem i pracował w jako kierownik w przedsiębiorstwie zajmującym się wydobyciem. Max uczył się w Akademii Wojskowej Missouri w Meksyku i przez całe liceum pomagał ojcu przy budowie rurociągów. Jeszcze jako student inżynierii przemysłowej na Uniwersytecie Dakoty Północnej uczestniczył w poszukiwaniach ropy na kole podbiegunowym. Studia ukończył w 1956, a w 1957 roku został członkiem zarządu Ranchers Exploration and Development Corporation. Po 6 latach awansował na prezesa i dyrektora generalnego tej firmy. W 1979 roku otrzymał tytuł Copper Man of the Year. Za osiągnięcia w tej dziedzinie Anderson został wpisany do National Mining Hall of Fame.
Interesował się lotnictwem. Jako piętnastolatek (fałszując datę urodzenia) zdobył licencję lotniczą i mógł latać samolotem. Baloniarstwem zainteresował się razem ze swoim przyjacielem Benem Abruzzo, gdy aby uczcić pięćdziesiątą rocznicę lotu Charlesa Lindbergha zatrudnili Eda Yosta do budowy Double Eagle. Balon wystartował w pobliżu Marshfield w stanie Massachusetts 9 września 1977 roku, ale lot został przerwany 13 września u wybrzeży Islandii. W 1978 roku do zespołu dołączył producent paralotni Larry Newman. Kolejny lot na Double Eagle II rozpoczął się 11 sierpnia o 20:42 w Presque Isle w stanie Maine i 17 sierpnia balon dotarł do Miserey we Francji. Balon wypełniony helem miał 112 stóp wysokości, 65 stóp średnicy i pojemność 160 000 stóp sześciennych. Gondola The Spirit of Albuquerque o wymiarach 15 x 7 x 4 i 1/2 stopy była wyposażona w dwukadłubowy katamaran, co miało ułatwić awaryjne lądowanie na wodzie. Dodatkowo do gondoli przymocowano szybowiec, który nie został wykorzystany. Załoga za ustanowienie rekordu odległości i czasu trwania lotu (137 godzin) otrzymała w 1979 roku Złoty Medal Kongresu.
8 maja 1980 roku na balonie Kitty Hawk Anderson razem ze swoim synem Krisem wystartował z Fortu Baker w Kalifornii i wylądował 12 maja w Sainte-Félicité w Quebecu. Z powodu złej pogody, silnego wiatru i niskiej temperatury nie udało im się zrealizować celu i dolecieć do Kitty Hawk w Karolinie Północnej, miejsca pierwszego lotu braci Wright.
Anderson próbował okrążyć kulę ziemską balonem. Wraz z Don Ida wystartował balonem Jules Verne z Luksoru w Egipcie 11 stycznia 1981 roku i wylądował po 48 godzinnym locie w Hansa w Indiach po pokonaniu odległości 431 km.
W maju 1979 roku w USA zorganizowano Bennett Balloon Race. Nie posiadały one pod patronatu FAI i nie są oficjalnie wliczane do zawodów Pucharu Gordona Bennetta. Maxie Andreson wystartował z Benem Abruzzo na balonie Double Eagle III i po locie na odległość 670 mil wygrał zawody. W 1983 roku Francja z okazji obchodów 200 rocznicy startu balonu braci Montgolfier wznowiła zawody o Puchar Gordona Bennetta. Ponieważ z danego kraju mogły wystartować tylko dwie załogi zorganizowano Coupe Charles et Robert w którym nie było takich ograniczeń. Zawodnicy uczestniczący w obu wyścigach startowali w dniu 27 czerwca 1983 roku w tym samym czasie. Jednak nie wszyscy mieli takie same warunki. Część załóg wystartowała przed burzą, reszta musiał poczekać do jej końca. Anderson lecący z Don Idą wystartował przed burzą i silny zachodni wiatr zepchnął ich balon w kierunku granicy z Czechosłowacją. Załoga postanowiła wylądować na terenie Bawarii w pobliżu Bad Kissingen w zachodnich Niemczech, ponieważ zarówno NRD jak i Czechosłowacja nie zgodziły się na przelot i lądowanie na ich terenie. Balon miał możliwość wypięcia kosza, ale zawodnicy prawdopodobnie zrobili to zbyt wcześnie i spadli ze zbyt dużej wysokości. Zginęli na miejscu.
Żonaty, z żoną Patty mieli czwórkę dzieci: Krisa, Michaela, Stephanie i Timothy'ego.

## Upamiętnienie
W 1973 roku Anderson wraz z żoną założył Anderson Valley Vineyards. W wyniku współpracy pomiędzy rodzinami Abruzzo i Anderson a Albuquerque w 2005 roku w mieście tym powstało Międzynarodowe Muzeum Balonów Anderson-Abruzzo Albuquerque. W drugim tygodniu październik jest organizowana Albuquerque International Balloon Fiesta. Przyznawana jest również Maxie Anderson Award dla właściciela firmy w Albuquerque.
Gondola balonu Eagle II jest przechowywana w National Air and Space Museum.

## Galeria

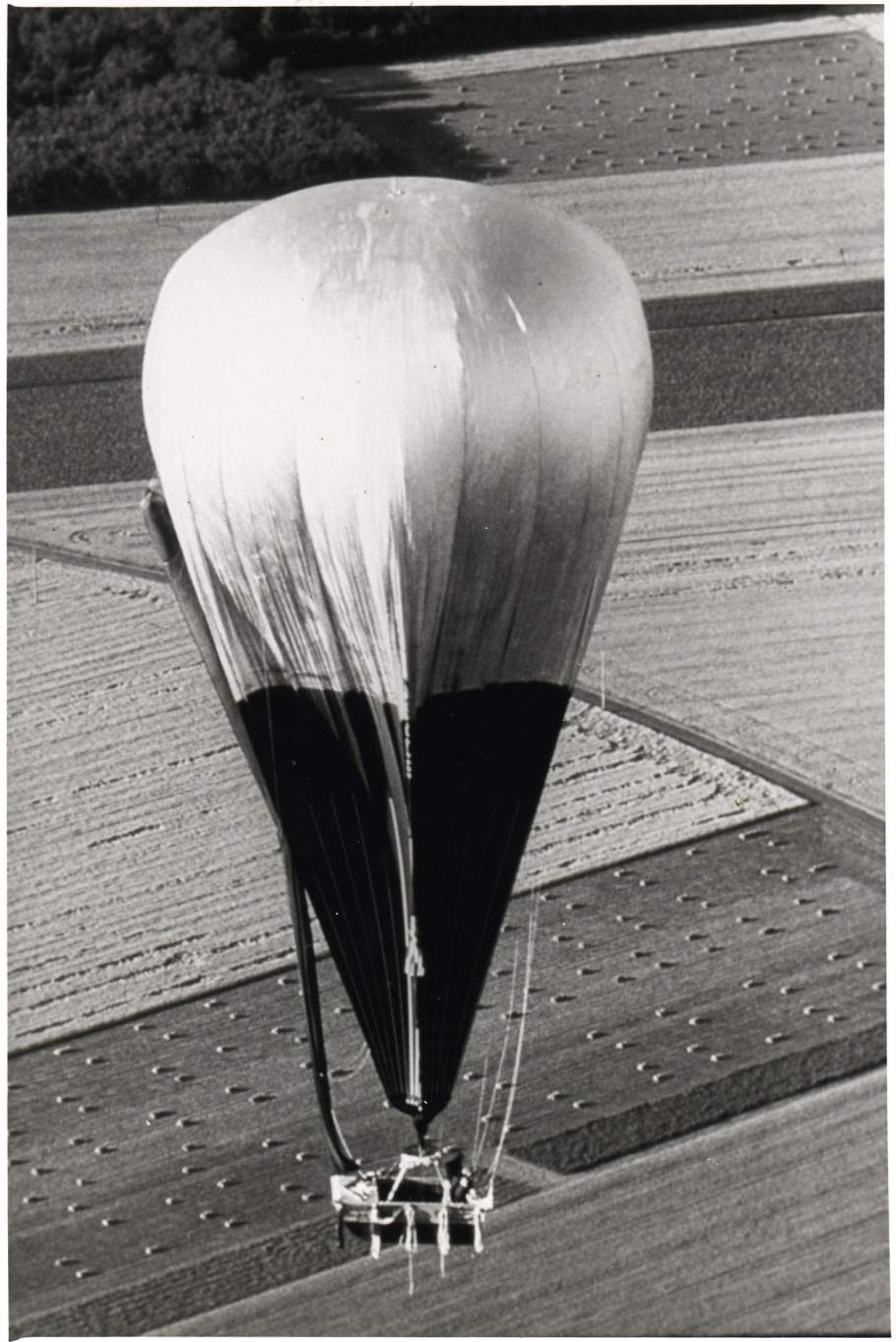
Balon gazowy Double Eagle II nad Presque Isle w stanie Maine podczas próby lotu nad Atlantykiem.
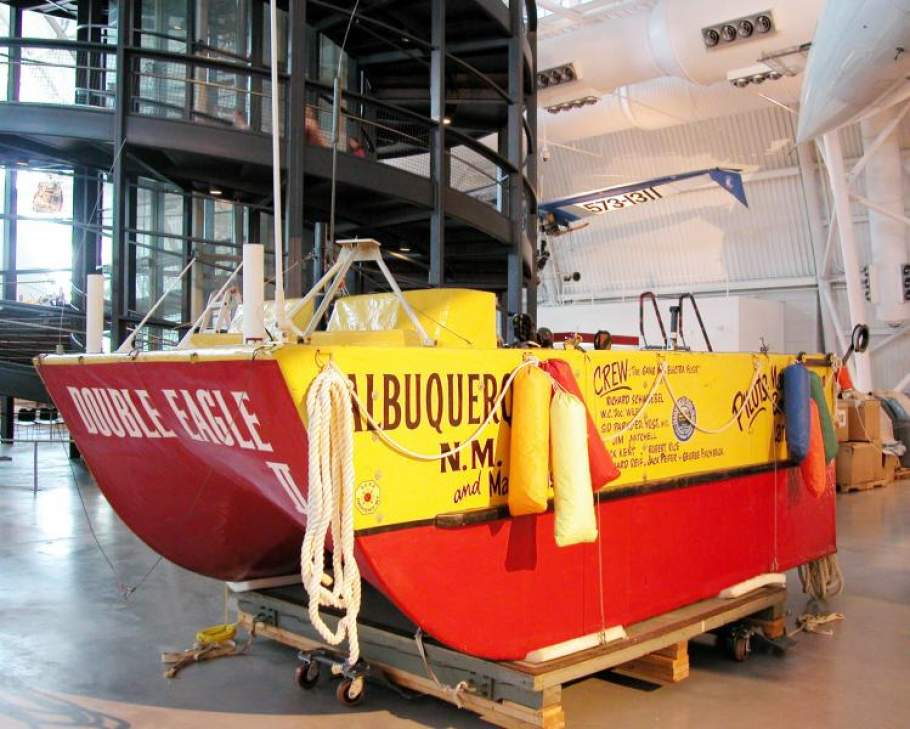
Gondola balonu Double Eagle.
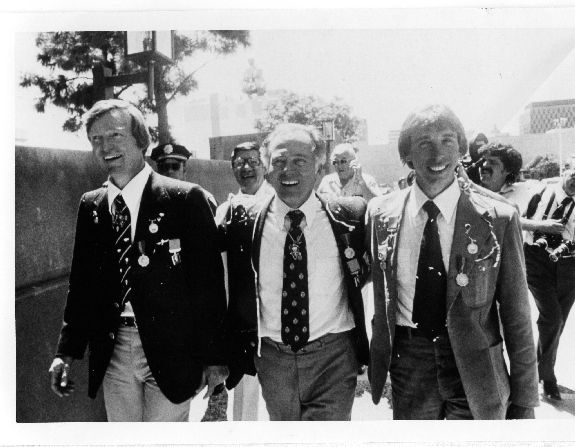
Ben Abruzzo, Maxie Anderson i Larry Newman obok Double Eagle II.